# Oxögat (Lindome socken, Halland)
Oxögat är en sjö i Mölndals kommun i Halland och ingår i Kungsbackaåns huvudavrinningsområde.